# Polemanniopsis
Polemanniopsis es un género monotípico perteneciente a la familia botánica Apiaceae. Su única especie: Polemanniopsis marlothii, es originaria de Sudáfrica. 

## Descripción
Es un arbusto perennifolio que alcanza un tamaño de  1 - 4 m de altura a una altitud de  140 - 1450 metros en Sudáfrica.

## Taxonomía
Polemanniopsis marlothii fue descrita por (H.Wolff) B.L.Burtt y publicado en Notes from the Royal Botanic Garden, Edinburgh 45: 498. 1988[1989].
Sinonimia
- Polemannia marlothii H. Wolff ex Engl. basónimo
- Annesorhiza marlothii (H.Wolff) M.Hiroe[3]